# 多田しげおの気分爽快!!朝からP・O・N
『多田しげおの気分爽快!!朝からP・O・N』（ただしげおのきぶんそうかい!!あさからピー・オー・エヌ）は、CBCラジオで1999年4月5日から2024年3月29日まで放送されていたラジオ番組。通称『朝PON』（あさポン）。フリーアナウンサー・多田しげお（元CBCアナウンサー）がパーソナリティを務めていた冠番組。
タイトルの『P・O・N』はPeople（人々）・Opinion（意見）・News（ニュース）を意味する。また、土壌や人間に必須な栄養成分であるP（リン）、O（酸素）、N（窒素）にも掛けている。

## 放送時間
| 期間                          | 放送時間                    |
| ----------------------------- | --------------------------- |
| 1999年4月5日 - 2007年9月28日  | 月曜日 - 金曜日 7:00 - 9:00 |
| 2007年10月1日 - 2024年3月29日 | 月曜日 - 金曜日 6:30 - 9:00 |

### その他
- 2007年10月の秋改編時より放送枠が30分拡大した。併せて、『歌のない歌謡曲』も当番組のコーナー枠として内含。これにより、『歌のない歌謡曲』は1953年3月2日にCBCでの放送を開始して以来、実に54年半を経て生コーナーへと変わった。また、拡大直後には開局以来初めて6時台の交通情報が設定されたが、現在は無くなっている。
- CBCラジオプレス・radikoの番組表や白黒のタイムテーブルでは6:30 - 7:00が第1部、7:00 - 9:00が第2部と表記されている。
- 2015年10月に放送4000回を迎えた[1]。
- 2023年3月3日の放送で、2023年度末となる2024年3月迄の放送をもって終了することが発表された。後継番組は、『CBCラジオ ＃プラス!』[3]。

## 出演者

### パーソナリティ
- 多田しげお

### アシスタント

#### 終了時時点
- 山本衿奈（2022年4月4日 - 2024年3月26日）月・火曜担当。

当初は月曜日担当であったが、2023年4月からは火曜日も担当。2023年3月まではCBCラジオレポートドライバーであった。2023年4月からセントラルジャパン所属。
- 當山日和子（2022年4月6日 - 2024年3月27日）水曜担当。

NTB所属。元CBCラジオレポートドライバー（35期）。
- 加藤愛（2020年4月2日 - 2024年3月29日）木曜・金曜担当。

#### 過去
| 期間      | 期間      | 月曜       | 火曜       | 水曜       | 木曜       | 金曜       |
| --------- | --------- | ---------- | ---------- | ---------- | ---------- | ---------- |
| 1999.4.5  | 2000.9.29 | 大橋麻美子 | 大橋麻美子 | 大橋麻美子 | 大橋麻美子 | 神尾純子   |
| 2000.10.2 | 2001.9.28 | 住田都史子 | 住田都史子 | 住田都史子 | 住田都史子 | 神尾純子   |
| 2001.10.1 | 2005.9.30 | 中橋かおり | 中橋かおり | 中橋かおり | 中橋かおり | 神尾純子   |
| 2005.10.3 | 2007.9.28 | 中橋かおり | 中橋かおり | 中橋かおり | 中橋かおり | 占部沙矢香 |
| 2007.10.1 | 2008.9.26 | 中橋かおり | 中橋かおり | 中橋かおり | 中橋かおり | 古川枝里子 |
| 2008.9.29 | 2010.10.1 | 古川枝里子 | 古川枝里子 | 古川枝里子 | 古川枝里子 | 氏田朋子   |
| 2010.10.4 | 2011.4.1  | 古川枝里子 | 古川枝里子 | 古川枝里子 | 氏田朋子   | 氏田朋子   |
| 2011.4.4  | 2013.3.29 | 古川枝里子 | 古川枝里子 | 古川枝里子 | 柳沢彩美   | 柳沢彩美   |
| 2013.4.1  | 2013.9.27 | 古川枝里子 | 古川枝里子 | 青木まな   | 加藤由香   | 加藤由香   |
| 2013.9.30 | 2014.3.28 | 古川枝里子 | 鷲塚美知代 | 南部志穂   | 加藤由香   | 加藤由香   |
| 2014.3.31 | 2015.3.27 | 古川枝里子 | 原田裕見子 | 南部志穂   | 加藤由香   | 加藤由香   |
| 2015.3.30 | 2015.9.25 | 古川枝里子 | 原田裕見子 | 南部志穂   | 南部志穂   | 加藤由香   |
| 2015.9.28 | 2016.3.25 | 桐生順子   | 原田裕見子 | 南部志穂   | 南部志穂   | 加藤由香   |
| 2016.3.28 | 2016.9.23 | 桐生順子   | 原田裕見子 | 南部志穂   | 南部志穂   | 大橋麻美子 |
| 2016.9.26 | 2017.9.29 | 桐生順子   | 原田裕見子 | 小倉理恵   | 桐生順子   | 大橋麻美子 |
| 2017.10.2 | 2018.1.26 | 桐生順子   | 桐生順子   | 桐生順子   | 原田裕見子 | 小倉理恵   |
| 2018.1.29 | 2018.3.30 | 桐生順子   | 桐生順子   | 桐生順子   | 原田裕見子 | 山内彩加   |
| 2018.4.2  | 2020.3.27 | 桐生順子   | 桐生順子   | 桐生順子   | 山内彩加   | 山内彩加   |
| 2020.3.30 | 2022.4.1  | 桐生順子   | 桐生順子   | 桐生順子   | 加藤愛     | 加藤愛     |
| 2022.4.4  | 2023.3.31 | 山本衿奈   | 石坂窓花   | 當山日和子 | 加藤愛     | 加藤愛     |
| 2023.4.3  | 2024.3.29 | 山本衿奈   | 山本衿奈   | 當山日和子 | 加藤愛     | 加藤愛     |

### 「情報サプリメント」レポーター

#### 終了時時点
- 加藤由香（金曜日）

#### 過去
- 福岡由美（金曜日） - 芸能ニュース

### 「暮らしに鉄分」レポーター

#### 終了時時点
- 久野誠（月曜日）
- 早川敦子（火曜日）
- 沢朋宏（水曜日）
- 大矢博子（木曜日）
  - 金曜日は後述の金曜特集が組まれるため、リポーターの出演はない。
  - 沢は番組開始時から出演を続けており、気象予報士として「朝からP・O・N」など他コーナーに出演する他、多田が休暇等で不在の時には代理でパーソナリティを担当することもある。代理のパーソナリティは沢のほか、久野、塩見啓一、中西直輝、森合康行らも務めている。

#### 過去
- 青山高明
- 石井亮次
- 重松和世
- 丹野みどり
- 西村俊仁
- 若狭敬一
- 渡辺美香
- 小川健太
- 永岡歩

## 番組進行
- 6:30 オープニング、お名前コール 
  - ショートジングルに乗せてアシスタントが「○月○日 朝6時30分になりました」とコメント。その後多田が『気分爽快!!多田しげおの朝からP・O・N』とコール[注 10]し、テーマソングに乗せて「（苗字）さーん! 聴いてらっしゃいますでしょうか?」[注 11]と誕生日を迎えるリスナーへの呼びかけ（お名前コール）[注 12]を行う。その後お名前コールのリクエストメッセージを紹介し数分のフリートーク。
- 朝一番の中日新聞ヘッドラインニュース
- ジャパネットたかた朝のラジオショッピング
- スポーツヘッドライン
- 6:45 
  - 途中、天気予報あり。
- 7:00 7時のオープニング 
  - アシスタントが「○月○日朝7時になりました」と言い、多田が改めて番組名を言う。ニュースに関する音源が流れた後に改めて挨拶。
- 7時の中日新聞ヘッドラインニュース
- 今朝のつっこみ
- 天気予報
  - 金曜日のみ、7時台と8時台の天気予報で「沢朋宏のお天気面白話」と題し、気象予報士の資格を持つアナウンサーの沢朋宏による天気に関するコラムが放送される。
- 交通情報
- 朝からP・O・N
- PONスポ（スポーツニュース）
- 7時半の中日新聞ヘッドラインニュース
- 交通情報
- 情報サプリメント
- ヒーリングカプセル（不定期、時間がないときはカット）
- ラジオショッピング
- 話題のカルシウム
- 交通情報
- 8:00 8時のオープニング
  - アシスタントが話題を振り、少しトークする。
- 8時の中日新聞ヘッドラインニュース
- 今朝のつっこみ（月 - 木曜日）
- 天気予報
- 交通情報
- 話題のコラーゲン
- ビタミンCげお
- 暮らしに鉄分
  - 金曜の「話題のコラーゲン」「ビタミンCげお」「暮らしに鉄分」の放送枠では、特集として取り上げるテーマの専門家を招き、解説を交えてコーナーを進める。
- ヒーリングカプセル（不定期）
- 交通情報
- デイリーECOランキング
  - SBSラジオ「IPPO」及びSBCラジオ「坂ちゃんのずくだせえぶりでい」内でも放送されているが、内容は各局で異なる（いわゆる“企画ネット”）。また、2011年5月に浜岡原子力発電所の原子炉運転停止が発表されて以降はコーナー冒頭での中部電力の提供紹介が無くなっていたが、2015年9月21日より再開した。
- スキー場便り
  - 1月 - 3月、終了時期は年により異なる。2011年は東北地方太平洋沖地震の影響で、地震発生日の3月11日を最後に放送されず。
- 快適生活ラジオショッピング
- エンディング
  - 次枠番組「つボイノリオの聞けば聞くほど」へステブレレスで接続。
- 橋本巌（料理研究家・西尾中日料理教室主宰、愛称：がんちゃん）による、夏季の夏バテ解消料理や年末の手軽なおせち料理は恒例のテーマになっている。
- リスナーツアーの前には渡航先の紹介が、帰国後にはおみやげプレゼントが行われる。

番組中で中日新聞ヘッドラインニュースが4回伝えられ、7時台と8時台には円相場と株式市況の情報が追加される。ニュース読みはアシスタントが担当し、速報が入った時は多田が自ら伝えることもある。
天気予報は気象協会、交通情報は交通情報センターから伝えられる。

## 番組終了時点でのコーナー

### 今朝のつっこみ
- 7時台と8時台の「中日新聞ヘッドラインニュース」の後でその日入ってきたニュースを一つ話題に取り上げて、多田が解説した上で自身の意見を述べるコーナー。大きな事件が起こった際には、JNN（テレビ）の報道記者がレポートする様子の音源を流すこともある（「THE TIME,」内のニュースで入るリポート）。さらに6:30スタートとなってからは7時の時報明けにも多田がニュースを紹介するコーナーが新設された。（上記「7時のオープニング」のコーナー。その後に7時台の「中日新聞ヘッドラインニュース」、そして「今朝のつっこみ」と続く）3つのコーナーで取り上げられる話題は異なることが多い。なお、8時台の「今朝のつっこみ」は金曜日は休止され、他の曜日も休止になることもある。

### 朝からP・O・N
- 時事的話題について、当事者や専門家に生で電話を繋ぎ話を仰ぐコーナー。毎週月曜（月曜が祝日なら火曜になることもある）は石塚元章（CBC論説委員）が出演し、前週の後半に起こったニュースを1つ取り上げて解説する。石塚以外は話題に応じて出演者が変わる。

### 情報サプリメント
- 「朝からP・O・N」のコーナーとよく似ているが、こちらは時事色が薄い。最近の話題から気になるものを専門家から詳しく聞く。生で電話を繋ぐのではなく、事前取材である事が多い。
- 金曜日は「由香の小骨」として、加藤由香（CBCアナウンサー）が身の回りの出来事や身近な時事ネタを紹介。加藤由香の休演の期間（2022年7月～12月）は「スイーツ塩見のあまーいお話」として、塩見啓一（CBCアナウンサー）によるスイーツうんちくを語るコーナーに変更された。

### 話題のカルシウム
- “朝のPON人伝”と題する、その日に誕生日を迎える著名人のエピソードを紹介するコーナー。

### 話題のコラーゲン
- 月曜日:北から南から - 北海道や沖縄の話題を現地との生電話で伝える。
- 火曜日:旬食 - 旬の食材の話題。
- 水曜日:水曜日の看板娘 – 全国各地のスポットから看板娘を紹介する。
- 木曜日:週末いっとこ - 各地のイベント・観光情報。
- 金曜日:特集 - 取り上げるテーマを専門家が解説するコーナーを行う。
  - 金曜日の特集は「ビタミンCげお」「暮らしに鉄分」の放送枠をまたいで行われる。

### ビタミンCげお
- “多田しげおによるコラム”的な位置付けのコーナー。

### 暮らしに鉄分
- 日替わりのテーマで様々なレポートを行うコーナー。

#### 月曜「久野誠のスポーツ川柳」
- 主に前週末に行われたスポーツをネタにした川柳を紹介する。優秀作品の投稿者には「MVP」として中日ドラゴンズの選手のサインボールがプレゼントされる。もともとは久野がパーソナリティを務めていた「久野誠のドラゴンズワールド」、「ごごイチ」の名物コーナーであったが、「ごごイチ」の終了に伴い、2012年4月から当番組で放送されるようになった。中日ドラゴンズ関連のネタの投稿が多い。また、回文川柳やアナグラム川柳を投稿するリスナーもいる。
- 久野自身は2017年12月末でCBCを定年退職しているが2018年1月以降も当コーナーを担当している。

#### 火曜「早川敦子のそぼQ」
- 日常生活の中でよく使われる言葉や、身近な現象・習慣に関する様々な雑学、うんちく、トリヴィアを紹介するコーナー。街頭インタビューと専門家への電話取材を交えて解説する。

#### 水曜「沢朋宏のめっちゃウマ・お取り寄せ」
- 同局のアナウンサー、沢朋宏が、日本各地の名物料理や珍しい菓子などを取り寄せて、試食をしたり、製造元への取材リポートを紹介するコーナー。コーナーの最後にはその週に取り上げたものがリスナープレゼントとなる。

#### 木曜「私のポン棚」
- 大矢博子（書評家・作家）が新刊書を紹介する。芥川賞・直木賞の時期には受賞者の予想も行う。

### ヒーリングカプセル
- 曲を1曲流すコーナー。最新曲も流れるが、最近では月曜から木曜まで1人のアーティストの曲やワンテーマに沿った曲を流すこともある。金曜日はその月の『いっしょに歌お!CBCラジオ』（CBCラジオのヘビーローテーション）に指定されている曲が流れる。番組の進行状況で休止になることも多く、最近は週1、2度程度の放送となっている。

## 過去に放送されたコーナー
- ワイドおさわがせ - レポーターが選んだ芸能ニュースを紹介するコーナー。
- ビタミンエンタメ - 「ワイドおさわがせ」からコーナータイトルを変更。内容は同じ。
- 芸能情報（情報サプリメント・金曜日） - 福岡由美（ライター、元CBCレポートドライバー）が芸能情報を伝える。リニューアルにより時間帯が移動。
- ちょっと一息いい話 - 毎週一組のゲスト出演者を迎え、インタビュー。その収録内容を分割し、1週間にわたって放送するというものだった。
- 中部偉人伝
- 朝PON頭の体操
- 朝の歳時記[注 13]
- いすゞ お父さん・お母さんへの手紙 - 『朝の歳時記』の後継番組。全国の小学生が家族への感謝の気持ちを書いた作文を紹介するコーナー。一部地方局にネット。
- スポーツ人間物語 - 1人のアスリートを取り上げて、そのアスリートに関するエピソードやこぼれ話を伝える。このコーナーの直前のスポーツニュースで登場したアスリートを取り上げることが多かった。NRNの企画ネット番組で、2009年3月まではトヨタ自動車1社提供の『スポーツ人間模様』というコーナーであった。
- デパート案内（松坂屋名古屋本店、三越名古屋栄店、丸栄、名鉄百貨店のお買い物情報を紹介）
- ターミナルサロン - その週に発売されるシングル曲や今話題のヒット曲をワンコーラス掛けるコーナー。金曜はその月の『いっしょに歌お!CBCラジオ』に指定されている曲が流されたが、ヘヴィー・ローテーションであるため、当局当時間帯のメインリスナーである中高年層にあまり合わない選曲が多かった。音楽コーナーはヒーリングカプセルに引き継がれ、選曲も見直されている。
- 音のミネラル - 懐かしの音や音楽などを投稿者のリクエストで振り返る内容。
- CBCラジオグリーンマップ - リスナーから届いたエコで環境にも人にも優しいといった事柄に関する情報を元にレポートドライバーが現地から情報を入れる。CBCの創立・開局60周年記念プロジェクトの一つとして始まり、開局60周年を迎えた2011年9月末でレギュラーコーナーとしては終了。同年10月からは金曜日の「レポドラ元気のもと」で放送されるようになり、2012年3月末で終了した。
- 言葉のミネラル - 偉人の名言を紹介していくコーナー。活躍した時代、分野は関係なく取り上げられている。このため、存命中の人物の名言が紹介されることもあった。
- レポドラ元気のもと（かつてはNEXCOレポドラ元気のもと） - レポートドライバーが各地へ赴き、朝の街の表情をレポートする。以前はCBCテレビの番組『グッデイCBC』との同時放送を行っていた。創立・開局60周年記念として始まった『CBCラジオグリーンマップ』の終了に伴い、2011年10月から復活した。2012年4月以降は曜日により担当のレポートドライバーとテーマが決まっていた。
  - 月曜 - 「吉村史織のしってる？」
  - 火曜 - 「大嶽由香里のとれとれ!」
  - 水曜 - 「尾崎由佳のみぃつけた!」
  - 木曜 - 「下條由香里のよっとこ!」
  - 金曜 - 「山田由梨奈のおでかけしよっ!」
- 古川枝里子のこの会社えりごのみっ！（暮らしに鉄分・月曜日）- 東海地方の中小企業を中心に、全国シェアトップの商品を持つ会社・特色有る会社・意外性のある会社を、アシスタントの古川枝里子が取材し紹介する。
- いよっ!何のため!?（暮らしに鉄分・火曜日） - 日常よく使われたり、目や耳にするもののある一部分について「何のためにあるのか」を掘り下げて追及する。コーナーの最後は小川のダジャレやなぞかけが披露されるのが定番となっている。
- 永岡歩の世界伝説大発見やー!（暮らしに鉄分・木曜日） - 昔から伝わる民話や伝説を永岡歩の語りで紹介し、またその民話・伝説に詳しい人物への電話取材でその真相に迫る。取り上げられる伝説のストーリー展開に現実離れしたものが多く、毎回永岡が語りの途中で特に多田から激しく突っ込まれるのが定番となっている。
- ピンクリボン〜乳がんを知ろう〜（情報サプリメント・水曜日 2007年4月から2008年3月まで） - 乳がんやマンモグラフィー検診についての基礎知識や現状、乳がん治療の最新事情。
- 新しい医療のカタチ（情報サプリメント・火曜日） - 藤田保健衛生大学病院の医師が最先端医療技術や高度救命救急医療・移植医療・緩和医療などを紹介する。学校法人藤田学園創立50周年記念事業との連動企画。
- ○○の小骨（話題のカルシウム・月 - 木曜日） - 番組アシスタントが日替わりで身の回りの出来事や身近な時事ネタを紹介するコーナー。○○の部分は、各アシスタントの名前が入る。（“枝里子の小骨”、“彩美の小骨”など）
- 朝のPON時記 - その日に起きた過去のできごとやその日に誕生日を迎える人物を紹介する歳時記コーナー。
- 駅スポ（話題のコラーゲン・水曜日） - 道の駅の情報を紹介するコーナー。
- 朝PON1分クッキング - 毎週、1つの食材を取り上げ、手軽に調理できる料理のレシピを紹介する。講師は料理研究家の関富子。
- レースガイド（不定期）
- 歌のない歌謡曲 - 箱番組。『朝PON』アシスタントがパーソナリティを務める。インストゥルメンタル版の歌謡曲を4曲流し、2曲目以降はそれをBGMに番組アシスタントによるフリートークや各種情報を伝える。2曲目の後には天気予報が流れる。曲は日によって古い歌も比較的新しい歌も流れる。水曜は特定アーティストの特集、もしくは演歌特集となる。アレンジはボサノバ調、クラシック調などさまざまである。アーティスト特集の時以外は曲名のみが紹介され、アーティスト名は紹介されない。2023年9月終了。

## 備考
- この番組のコーナー名は、「ビタミン」「鉄分」「カルシウム」など栄養素にちなんでいるものが多い。
- 番組の終わり際に、直後の時間帯に放送される番組『つボイノリオの聞けば聞くほど』とのクロストークがあったが、『聞けば』のパーソナリティであるつボイの対応がワンパターンであった為か2000年6月をもって廃止された。

その後、いつの間にかこの番組のエンディングで多田がお題を振り、『聞けば聞くほど』のオープニングでつボイがそれを元にダジャレを言う、というのが恒例になった。始めはつボイだけだったのが、アシスタントの小高直子、さらには『聞けば』リスナーもFAX投稿によりこれに参加するようになった。しかし2002年後期に、東海ラジオで平日午後に放送されているラジオ番組『宮地佑紀生の聞いてみや〜ち』のリスナーから「企画がパクリだ」との批判を受け、また、内容も一部の投稿に熱中する常連リスナー以外には不評であった為、2003年春の改編期を機に完全に廃止となった。
- 交通情報は15 - 30分の間隔を置いて放送されている。
- ニュースコーナーやコラムで使用される記者のレポートやインタビューなどは、テレビのJNN取材のものを使用しており、テレビ放映されたものをそのまま番組で流用していることがよくある。また、ニュースの時に流れるBGMは、他のワイド番組内の中日新聞ニュースでも後半のその他のニュースのところで流れる。
- 当番組が国民の祝日に放送される場合は必ず「いつもより曲を多めに」というコンセプトで、テーマに沿って音楽をたくさん掛けるようにしている（一時間に5〜6曲）。また、通常は現在の時刻をアナウンスするジングルが祝日の場合は交通情報の前のみとなる。
- JRN全国ネットの番組『話題のアンテナ 日本全国8時です』は、この番組には内包されていない。しかしCM部分のみは8時台の「天気予報」と「暮らしに鉄分」の後に放送されている。[注 14]
- 『荻上チキ・Session-22』が放送されていた時期には当番組のCMが流れていた。「『Session-22』をお聞きの皆さんこんばんは!」と挨拶をして翌日の放送内容を告知していた（金曜日は番組のPRのみ、月曜の内容は告知しない）。また、同番組の前番組である『BATTLE TALK RADIO アクセス』においても、翌日（金曜日は次週月曜）の特集を紹介するCMを流していた。
- 番組のオープニングおよびエンディングで使用されているテーマ曲は、TVアニメ『はれときどきぶた』オリジナル・サウンドトラックの「お天気お姉さん」である。
- 他番組と比べ、お便りが読まれることが少ない傾向にある。[注 15]